# Cristóbal González
Cristóbal Alejandro González Urzúa (Codegua, Chile, 7 de abril de 1983) es un futbolista chileno. Jugó hasta su retiro de mediocampista, en Club de Deportes Puerto Montt de la Segunda División Profesional de Chile.

## Clubes
| Club                  | País  | Año       |
| --------------------- | ----- | --------- |
| O'Higgins             | Chile | 2000-2001 |
| Deportes Colchagua    | Chile | 2002-2004 |
| O'Higgins             | Chile | 2004-2009 |
| Deportes Concepción   | Chile | 2010-2011 |
| Ñublense              | Chile | 2012      |
| Cobresal              | Chile | 2013      |
| Deportes Puerto Montt | Chile | 2013-2014 |

- Datos: Q5186518